# 프렌즈 프로비던트 트웬티20
프렌즈 프로비던스 트웬티20은 2010년부터 시작된 잉글랜드와 웨일스의 크리켓(트웬티 20) 리그이다. 총 18개팀 2리그로 이루어져 있으며 ECB가 주관한다.

## 팀
| 팀                        | 도시               | 감독          | 주장                  |
| ------------------------- | ------------------ | ------------- | --------------------- |
| 데비셔 팔콘스             | 더비               | 존 모리스     | 루크 서튼             |
| 더렘 다이나모스           | 체스터 레 스트리트 | 게오프 쿡     | 필 머스타드           |
| 에식스 이글스             | 챔스포드           | 폴 그레이슨   | 제임스 포스터         |
| 글래모건 드래곤스         | 카디프             | 매튜 모트     | 알비로 패터슨         |
| 글로스터셔 글래디에이터스 | 브리스톨           | 존 브레이스웰 | 알렉스 기드먼         |
| 햄프셔 로열스             | 웨스트 엔드        | 길레스 화이트 | 디미트리 마스카렌헤스 |
| 켄트 스핏파이어스         | 캔터버리           | 폴 파브레이스 | 로버트 키             |
| 랭카셔 라이트닝           | 맨체스터           | 피터 무어스   | 글렌 체플             |
| 레스터셔 폭시스           | 레스터셔           | 팀 분         | 매튜 호가드           |
| 미들섹스 팬서스           | 런던               | 리쳐드 스캇   | 네일 덱스터           |
| 노스햄턴셔 스틸백스       | 노스햄턴           | 데이브 카펠   | 앤드루 홀             |
| 노팅햄셔 아웃라스         | 노팅햄             | 믹 뉴웰       | 데이비드 후세이       |
| 서머셋                    | 타운톤             | 앤디 허리     | 마르크스 트레스코칙   |
| 서리 라이온스             | 런던               | 크리스 애덤스 | 로리 해밀턴 브라운    |
| 서섹스 샤크스             | 호베               | 마크 로빈슨   | 마이클 야디           |
| 워릭셔 베어스             | 버밍햄             | 애쉴리 길스   | 이안 벨               |
| 우스터셔 로열스           | 워체스터           | 스티브 로즈   | 다릴 미첼             |
| 요크셔 카네기             | 리즈               | 마틴 목손     | 앤드루 게일           |

## 시즌
| 시즌 | 우승            | 준우승 |
| ---- | --------------- | ------ |
| 2010 | 햄프셔 로열스   | 서머셋 |
| 2011 | 레스터셔 폭시스 | 서머셋 |